# Блекстонія пронизанолиста
Блекстонія пронизанолиста (Blackstonia perfoliata (L.) Huds.) – вид рослин родини тирличеві (Gentianaceae).

## Опис
Однорічна трав'яниста рослина, що досягає висоти зростання від 10 до 60 сантиметрів. Рослина має колір від зеленого до світло-сірого, з майже трикутним листям. Стеблові листки яйцювато-трикутні і загострені або конусоподібної форми. Жовті квіти мають від 6 до 10 пелюсток. Період цвітіння триває з травня по вересень. Плоди капсули і спосіб поширення насіння: під дією сили тяжіння в нижній частині материнської рослини.

## Галерея

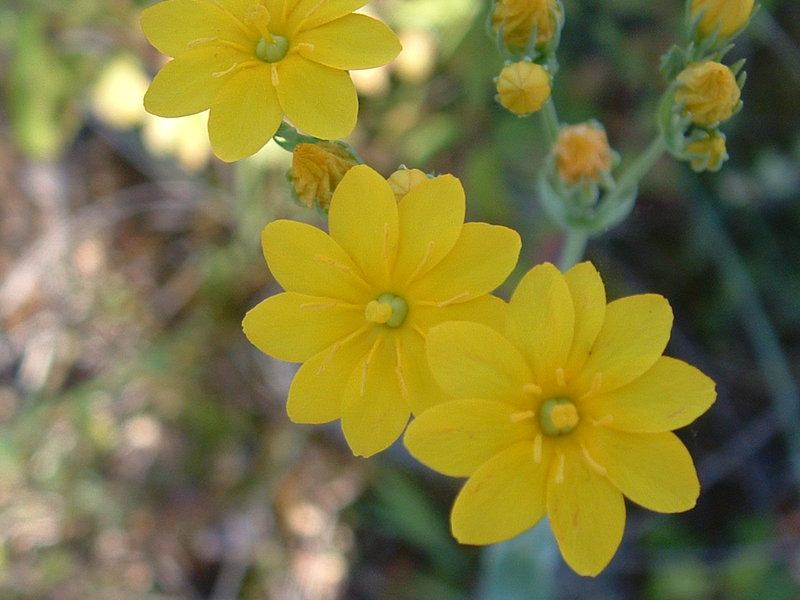
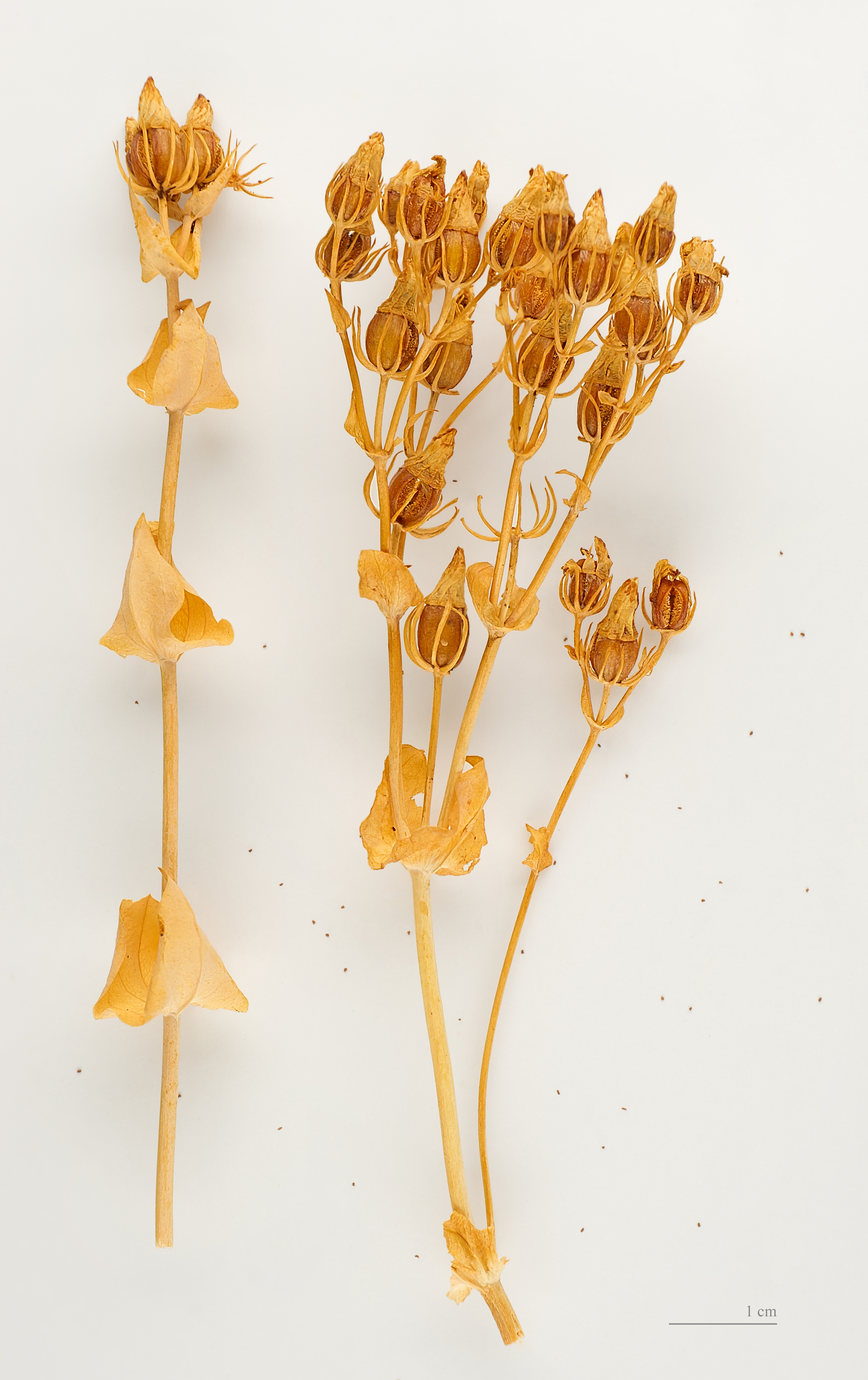
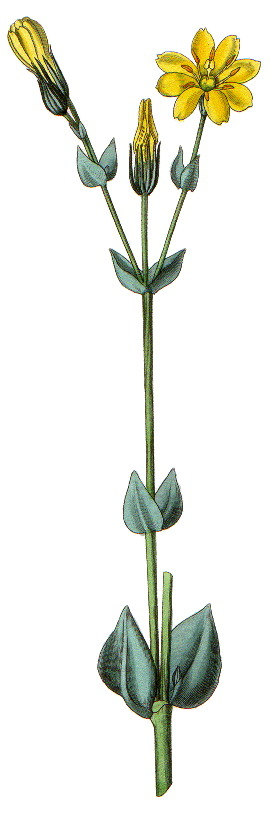

## Поширення
Північна Африка: Алжир; Марокко; Туніс. Західна Азія: Кіпр; Ізраїль; Ліван; Сирія; Туреччина. Європа: Україна — Крим; Австрія; Бельгія; Німеччина; Угорщина; Словаччина; Швейцарія; Ірландія; Об'єднане Королівство; Албанія; Болгарія; Хорватія; Греція; Італія; Румунія; Сербія; Словенія; Франція; Португалія; Гібралтар; Іспанія. Натуралізований: Макаронезія: Португалія — Азорські острови; Іспанія — Канарські острови. Австралазія: Австралія — Південна Австралія; Нова Зеландія. Південна Америка: Аргентина; Уругвай. Віддає перевагу теплолюбним напівсухим лукам, лісам, макі та узбіччю.